# Jonas Svensson (Tennisspieler)
Jonas Svensson (* 21. Oktober 1966 in Göteborg) ist ein ehemaliger schwedischer Tennisspieler.

## Karriere
Svensson erreichte 1983 beim Juniorenwettbewerb der Wimbledon Championships das Halbfinale und wurde zwei Jahre später Profi. Er gewann in seiner Karriere fünf Einzel- und einen Doppeltitel gewinnen auf der ATP World Tour und erreichte 1991 mit Rang 10 seine höchste Platzierung in der ATP-Weltrangliste.
1986 gewann er beim Cologne Grand Prix in Köln seinen ersten Einzeltitel. In den beiden darauf folgenden Jahren gewann er die BA-TennisTrophy in Wien sowie die Lorraine Open in Metz. 1990 siegte er beim Grand Prix de Tennis de Toulouse in Toulouse, seinen letzten Turniersieg errang er bei den Copenhagen Open, bei denen er im Endspiel seinen Landsmann Anders Järryd bezwang. Svensson erreichte zwei Mal als ungesetzter Spieler das Halbfinale der French Open. 1988 unterlag er Henri Leconte, nachdem er zuvor Ivan Lendl besiegt hatte. Zwei Jahre später besiegte er Leconte im Viertelfinale und unterlag anschließend Andre Agassi.
Im Doppel war er 1987 bei den Regions Morgan Keegan Championships in Memphis an der Seite von Anders Järryd erfolgreich, zwei Jahre zuvor stand er zusammen mit Jaroslav Navrátil im Finale des Hallenturniers von Nancy.
Svensson spielte zwischen 1989 und 1991 neun Einzelpartien für die schwedische Davis-Cup-Mannschaft, seine Bilanz weist sieben Siege bei zwei Niederlagen aus. Zum schwedischen Team gehörten damals Stefan Edberg, Mats Wilander, Jan Gunnarsson und Anders Järryd. Mit seinen Siegen über Goran Ivanišević und Goran Prpić im Halbfinale gegen Jugoslawien trug er wesentlich zum Einzug in das Davis-Cup-Finale 1989 bei, das gegen Deutschland dann verloren ging. Im Finale kam Svensson jedoch nicht zum Einsatz.
Er wurde bis Mitte der 1980er Jahre in den Tennisstatistiken noch unter Jonas B. Svensson geführt, da sein Landsmann Jonas A. Svensson ebenfalls auf der Tour spielte.

## Erfolge
| Legende                       |
| Grand Slam                    |
| Tennis Masters Cup            |
| ATP Masters Series            |
| ATP International Series Gold |
| ATP International Series (6)  |
| ATP Challenger Tour (6)       |

### Einzel

#### Turniersiege

##### ATP Tour
| Nr. | Datum            | Turnier    | Belag         | Finalgegner      | Ergebnis                |
| --- | ---------------- | ---------- | ------------- | ---------------- | ----------------------- |
| 1.  | 7. April 1986    | Köln       | Hartplatz (i) | Stefan Eriksson  | 6:7, 6:2, 6:2           |
| 2.  | 26. Oktober 1987 | Wien       | Hartplatz (i) | Amos Mansdorf    | 1:6, 1:6, 6:2, 6:3, 7:5 |
| 3.  | 29. Februar 1988 | Metz       | Teppich (i)   | Michiel Schapers | 6:2, 6:4                |
| 4.  | 8. Oktober 1990  | Toulouse   | Hartplatz (i) | Fabrice Santoro  | 7:6, 6:2                |
| 5.  | 11. März 1991    | Kopenhagen | Teppich (i)   | Anders Järryd    | 6:7, 6:2, 6:2           |

##### Challenger Tour
| Nr. | Datum          | Turnier   | Belag       | Finalgegner           | Ergebnis |
| --- | -------------- | --------- | ----------- | --------------------- | -------- |
| 1.  | 17. März 1985  | Wien      | Teppich (i) | Alessandro De Minicis | 6:0, 6:1 |
| 2.  | 9. Juni 1985   | Tampere   | Sand        | Massimo Cierro        | 7:5, 7:5 |
| 3.  | 23. Juni 1985  | Bergen    | Sand        | Peter Svensson        | 6:2, 7:6 |
| 4.  | 18. April 1993 | Barcelona | Sand        | Federico Sánchez      | 6:4, 7:5 |

#### Finalteilnahmen
| Nr. | Datum              | Turnier      | Belag         | Finalgegner            | Ergebnis                |
| --- | ------------------ | ------------ | ------------- | ---------------------- | ----------------------- |
| 1.  | 14. September 1986 | Stuttgart    | Sand          | Martín Jaite           | 5:7, 2:6                |
| 2.  | 16. November 1986  | Wembley (1)  | Teppich (i)   | Yannick Noah           | 2:6, 3:6, 7:6, 6:4, 5:7 |
| 3.  | 8. November 1987   | Stockholm    | Hartplatz (i) | Stefan Edberg          | 5:7, 2:6, 6:4, 4:6      |
| 4.  | 8. Mai 1988        | München      | Sand          | Guillermo Pérez Roldán | 5:7, 3:6                |
| 5.  | 13. November 1988  | Wembley (2)  | Teppich (i)   | Jakob Hlasek           | 7:6, 6:3, 4:6, 0:6, 5:7 |
| 6.  | 4. März 1990       | Rotterdam    | Teppich (i)   | Brad Gilbert           | 1:6, 3:6                |
| 7.  | 24. Februar 1991   | Stuttgart    | Teppich (i)   | Stefan Edberg          | 2:6, 6:3, 5:7, 2:6      |
| 8.  | 21. März 1993      | Saragossa    | Teppich (i)   | Karel Nováček          | 6:3, 2:6, 1:6           |
| 9.  | 3. Oktober 1993    | Kuala Lumpur | Hartplatz     | Michael Chang          | 0:6, 4:6                |

### Doppel

#### Turniersiege

##### ATP Tour
| Nr. | Datum            | Turnier | Belag         | Partner       | Finalgegner                         | Ergebnis |
| --- | ---------------- | ------- | ------------- | ------------- | ----------------------------------- | -------- |
| 1.  | 14. Februar 1987 | Memphis | Hartplatz (i) | Anders Järryd | Sergio Casal Emilio Sánchez Vicario | 6:4, 6:2 |

##### Challenger Tour
| Nr. | Datum         | Turnier | Belag       | Partner        | Finalgegner                       | Ergebnis      |
| --- | ------------- | ------- | ----------- | -------------- | --------------------------------- | ------------- |
| 1.  | 17. März 1985 | Wien    | Teppich (i) | Peter Carlsson | Josef Čihák Alessandro De Minicis | 6:3, 6:2      |
| 2.  | 23. Juni 1985 | Bergen  | Sand        | Peter Svensson | Stefan Eriksson Peter Lundgren    | 7:6, 4:6, 6:3 |

### Finalteilnahmen
| Nr. | Datum         | Turnier | Belag         | Partner           | Finalgegner                  | Ergebnis |
| --- | ------------- | ------- | ------------- | ----------------- | ---------------------------- | -------- |
| 1.  | 24. März 1985 | Nancy   | Hartplatz (i) | Jaroslav Navrátil | Marcel Freeman Rodney Harmon | 4:6, 6:7 |